# Panonychus akitanus
Panonychus akitanus är en spindeldjursart som beskrevs av Ehara 1978. Panonychus akitanus ingår i släktet Panonychus och familjen Tetranychidae. Inga underarter finns listade i Catalogue of Life.